# Ламбуа, Гийом де
Граф Гийом де Ламбуа (фр. Guillaume de Lamboy; ок. 1590 или ок. 1600, Кортессем (фр.)? — 12 декабря 1659, Дымокуры (нем, Богемия) — генерал-фельдмаршал Священной Римской империи, участник Тридцатилетней войны.

## Биография
Родился ок. 1600 года во фламандской части Льежского епископства, вероятно, в замке Кортессем, между Хасселтом и Тонгереном, где его семья проживала несколько поколений.
Сын барона Гийома де Ламбуа (ум. 28 апреля 1636), сеньора Дессенара, Кортессема, Винтерсхове, отличившегося на службе в испанской армии в Нидерландах, участника осады Остенде, и Маргериты де Меан (ум. 1612).
Имел брата Жоржа, полковника имперской службы (1639 год), и двух сестёр: старшая, Анна Катарина (1609—1675), стала аббатисой Херкенроде в Хасселте, младшая, Изабелла-Маргерита, вышла замуж за Ламберта де Стела, сеньора де Меан, генерала артиллерии на австрийской службе.
По мнению бельгийского биографа Шарля Раленбека (фр.), в возрасте 18 лет отправился с отцом на войну в Германию. Германские биографы полагают, что Ламбуа ещё до начала Тридцатилетней войны успел пройти высшую школу военной науки (hohen Schule der Kriegswissenschaften) в Нидерландах, откуда вышли такие знаменитые генералы, как Оранский, Альба, Парма, Спинола, Баста, Бюкуа, Тилли и прочие, и что именно фельдмаршал Бюкуа привёл Гийома в Германию. Раленбек указывает, что уже современники путали отца и сына, носивших одинаковые имена.
По утверждению немецких биографов, уже к середине 1620-х Ламбуа стал имперским полковником, но до 1632 года о нём нет никаких известий. Гийом де Ламбуа отличился в битве при Лютцене 16 ноября 1632 года. В отличие от полков Беннингхаузена, Шпарра и Хагена, бежавших с поля боя, кавалеристы Ламбуа доблестно сражались, а сам командир и его подполковник Флоран де Тавиньи были ранены и взяты в плен шведами.
После освобождения получил от Валленштейна поместье Эльс с замком Весте Нойшлосс близ Арнау в Богемии. В 1633 году в составе корпуса генерал-фельдмаршал-лейтенанта Холька участвовал в грабительском походе в Мейсен и Саксонию и подчинении Лейпцига, сдавшегося имперским войскам 22 августа, после жестокой бомбардировки. Затем Ламбуа разграбил Заальфельд, а в октябре обрушился на Мейсен и Тюрингию, действовал в районе Веймара и Эрфурта, затем повернул к Наумбургу. В начале ноября вернулся в Богемию, затем в составе войск Мельхиора фон Хацфельдта вторгся в Граупен, вынудив саксонские войска и Бернгарда Саксен-Веймарского отказаться от диверсии в Богемии.
Ламбуа считался преданным сторонником Валленштейна, он подписал обе Пильсенские присяги на верность генералиссимусу 31 января и 19 февраля 1634 года. Тогда же, в феврале, был произведён Валленштейном в генерал-фельдвахтмейстеры. После убийства герцога Фридландского назначение было подтверждено императорским патентом от 16 марта. Раленбек утверждает, что Ламбуа отказался участвовать в заговоре против своего начальника, но при этом известно, что вскоре после убийства Валленштейна организаторы расправы Оттавио Пикколомини и Галлас ходатайствовали за него перед императором.
Дипломом от 20 мая 1634 года Фердинанд II пожаловал Ламбуа в камергеры, тогда же Гийом де Ламбуа, означенный, как сеньор Дессенера, Винтерсхове, Нойшлосса, Эльса и Меана, а также его брат Жорж, в то время капитан, получили достоинство имперских баронов. 5 ноября 1635 года Ламбуа получил землю Арнау, конфискованную у семьи Валленштейна.
В начале мая 1634 года Ламбуа штурмом взял Гёрлиц, затем разбил саксонский полк, шедший на выручку городу. 15 мая он соединился в Траутенау с войсками фельдмаршала Коллоредо, разбитыми 13-го под Лигницем. Затем к ним присоединились части фельдмаршала Маррадаса, но численность объединённой армии была недостаточной для предотвращения шведско-саксонского вторжения в Богемию. Противник занял Лейтмериц, переправился через Эльбу у Мельника, и 23 июля подошёл к Праге. Лишь разногласия между командующими союзников, Арнимом и Банером, не позволили атаковать город.
После победы при Нёрдлингене имперские войска смогли перейти в наступление. В сентябре 1634 года Ламбуа в составе войск Коллоредо выступил из Силезии, 28—29 октября разграбил Кульмбах, 5 ноября захватил Кобург и приступил к осаде цитадели Весте Кобург, сдавшейся 28 марта 1635 года.
В мае 1635 года получил приказ блокировать Ханау, гарнизон которого возглавлял Джеймс Рэмзи, шотландец на шведской службе, один из персонажей «Симплициссимуса». Кроме этого, Ламбуа должен был наблюдать за действиями Майнцского и Трирского курфюрстов, вставших на сторону Франции. 7 августа 1635 года части Ламбуа по приказу Галласа вступили во Франкфурт. 9 августа соседний Заксенхаузен-на-Майне (ныне часть Франкфурта) был атакован после сильной бомбардировки. Имперцы прорвались до церкви Трёх Царей, где были остановлены шведами.
Имперские войска стояли по обе стороны Рейна: Хацфельдт и Ламбуа у Франкфурта, а Галлас в Гернсхайме. Шведы, французы кардинала Лавалетта и Бернгард Веймарский располагались у Хоххайма на Майне. 14 сентября состоялось кровопролитное сражение у Хаузена, где имперцы поначалу имели успех, но затем были разгромлены подошедшими французскими подкреплениями. Под Хацфельдтом была убита лошадь, Ламбуа был ранен, а многие офицеры попали в плен. Несмотря на этот успех, союзники не смогли оказать помощь Ханау, и к концу года из-за общего ухудшения военной обстановки были вынуждены отступить за Рейн.
В январе 1636 года Ламбуа начал правильную осаду Ханау. 16 марта он снова был ранен во время вылазки осаждённых. Осада проходила неудачно, поскольку Галлас отказывался направить необходимые подкрепления. Рэмзи направил Ламбуа издевательское послание, в котором просил прислать какую-нибудь газету, чтобы узнать, действительно ли имперцы осаждают город. 13 июня Ламбуа, имевший всего 3 тыс. человек, был вынужден отступить, узнав о приближении войск ландграфа Вильгельма Гессенского, которого даже путём систематического опустошения его владений не удалось привлечь на сторону императора, и шведских войск фельдмаршала Лесли.
В Ханау память о Ламбуа сохранилась до настоящего времени. Один из районов города носит его имя, и жители ежегодно празднуют день освобождения 13 июня (Ламбуафест). Ныне этот праздник изменил свой характер, и вместо благодарственных молебнов в городе проводят развлекательные мероприятия.
Раленбек полагает, что генерал отступил без боя, выполняя данные ему командованием инструкции (его миссия в Гессене носила военно-дипломатический характер), а кроме того, должен был спешить на помощь Долю, осаждённому принцем Конде.
В конце июня Галлас отдал Иоганну фон Гёцу, Рудольфу Коллоредо и Сюйсу приказ о вторжении во Францию. Ламбуа с кавалерией шёл в авангарде. Пройдя Брайзах, он усилился частями Карла Лотарингского. Подойдя к Долю, он 14 августа 1636 года предложил французам сражение. Принц его предложения не принял и начал отступление; Ламбуа преследовал его до Дижона драгунскими частями, рубившими отставших, грабившими и сжигавшими богатые бургундские деревни. Имперцам удалось захватить небольшую крепость Верден-сюр-ле-Ду на границе Франш-Конте и герцогства Бургундии.
16 сентября с Ламбуа соединился баварский генерал Мерси. Союзники, занявшие позицию у Монбельяра, собирались предпринять наступление вглубь французской территории, но дипломатия сорвала планы военных. Почти в это же время был отозван Ян ван Верт, доходивший в своих дерзких поисках почти до самого Парижа. 20 октября Галлас сам перешёл в наступление, но успеха не добился и с большими потерями глубокой зимой вернулся на Рейн.
В кампанию 1638 года Ламбуа находился на Рейне, где имперские генералы тщетно пытались помешать Бернгарду Веймарскому захватить Брайзах. Жорж де Ламбуа, ставший подполковником, участвовал в двойной битве при Райнфельдене. По утверждению Раленбека, в том же году кардинал-инфант поручил Ламбуа оборону Сент-Омера, осаждённого войсками маршала Шатийона. Как и в случае с другими бельгийскими генералами австрийской службы (Беком, Гронсфельдом, Вертом, Хёйном ван Геленом и Галласом), штатгальтер вполне доверял Ламбуа. Тот полностью оправдал доверие, сумев обмануть противника и ввести в город крупное пополнение. После 47 дней осады французам пришлось отступить.
Ламбуа стали называть спасителем городов, но через несколько месяцев он потерпел неудачу при попытке оказания помощи Брайзаху, осаждённому Бернгардом Саксен-Веймарским. 24 октября Тюренн и Гебриан разбили войска Гёца и Ламбуа, пытавшиеся прорваться к городу.
6 декабря в Брюсселе Пикколомини подписал с испанским представителем Эстебаном де Гамаррой соглашение о военной помощи. Ламбуа был произведён императором в генерал-вагенмейстеры, а испанцами в чин генерал-кампмейстера. В последнем качестве он вернулся в Нидерланды и на люксембургской границе соединился с войсками своего старого друга Жана де Бека. Их силы состояли из 4 тыс. пехоты и такого же количества кавалерии.
В декабре 1639 года Ламбуа получил приказ о наборе дополнительных войск в Юлихе. Эту миссию он осуществлял в своей обычной манере, путём грабежей и террора. Герцог Вольфганг Вильгельм, власть которого Ламбуа игнорировал, занимал нейтральную позицию в конфликте, и пытался жаловаться императору на самоуправство военных, но успеха не добился.
24 июня 1640 года под Аррасом Ламбуа нанёс поражение французским войскам маршала Лаиейере в кровопролитном сражении. Ещё большего успеха он сумел добиться в следующем году. Положение испанцев в Нидерландах было весьма затруднительным; не хватало ни денег, ни солдат. Во главе отряда, состоявшего всего лишь из шести тысяч человек, Бек и Ламбуа 6 июля 1641 года под проливным дождём форсировали Маас и предприняли отчаянную атаку позиций маршала Шатийона, окопавшегося на высотах Ла-Марфе, в виду Седана. Французы были разбиты, потеряв 4 тысячи убитыми, и столько же пленными; были захвачены все знамёна и пушки, а самому маршалу едва удалось бежать в Ретель.
Ламбуа преследовал бегущих и 12 июля овладел Домреми, но, хотя Бек спешил ему на помощь, не рискнул мериться силами с армией короля и маршала Брезе, шедшей на соединение с Шатийоном для действий в Артуа, и отступил к Теруану, где стояли части кардинала-инфанта.
18 июля 1641 года Ламбуа был произведён в генерал-фельдцейхмейстеры.
После смерти кардинала-инфанта миссия генерала в Нидерландах была завершена. Помимо военной, она также имела дипломатическую составляющую, поскольку Ламбуа участвовал в заговоре герцога де Гиза, поддерживая связи с недовольными французскими принцами через Седанский двор.
Получив приказ вернуться в Германию, Ламбуа 6 января 1642 года переправился через Маас во главе десяти тысяч человек, у Венло, с намерением встать на зимние квартиры в Кемпене. Там он должен был дожидаться прибытия семи тысяч войск Гацфельдта. 17 января Каспар фон Мерси и Ладрон привезли ему вести от генерала. Ламбуа устроил им обед в своём лагере под Хульстом, когда войска французского маршала де Гебриана и гессен-кассельцы фон Эберштейна предприняли внезапную атаку с двух сторон. Их нападение оказалось для Ламбуа полной неожиданностью. Ламбуа пытался организовать отпор, но после двух часов упорного сражения имперцы были полностью разбиты, потеряв убитыми не менее 1500 человек. В плен попали сам Ламбуа, под которым были убиты три лошади, его гости и четыре тысячи солдат; были потеряны 146 знамён и значков, и все орудия. Остатки разбитой армии бежали на юг и запад. Поражение при Кемпене создало большую угрозу имперским позициям на Рейне и подорвало доверие к Ламбуа при Венском дворе.
Пленника вывезли в Голландию, а оттуда во Францию, и поместили в Венсенском замке, в апартаментах, где ранее содержался его соотечественник Ян ван Верт. После полутора лет непрерывных переговоров Ламбуа был в августе 1643 года отпущен за выкуп в 85 тыс. брабантских крон (25 тыс. рейхсталеров, которые ему пришлось выплатить из своего кармана). Французы не хотели отпускать Ламбуа, поскольку в ходе кампаний 1636—1637 годов он, вместе с Геленом и Валем, сжёг 17 городов, 47 дворянских имений и 300 деревень.
В Бельгии он поступил под командование фельдмаршала Пикколомини, своего постоянного покровителя, назначившего Ламбуа своим главным заместителем. В июне или июле 1644 года герцог Амальфи поручил Ламбуа набрать трёхтысячный отряд. С этими силами генерал действовал в Кёльнском архиепископстве и Льежской области. В начале 1645 года император согласился с предложением Пикколомини поручить Ламбуа вербовку ещё 8000 человек для обороны Кёльна.
15 ноября 1645 года Гийом де Ламбуа был произведён в генерал-фельдмаршалы.
4 мая 1647 года, на следующий день после производства фельдмаршала Петера Хольцаппеля в имперские генерал-капитаны, Ламбуа сменил его в должности военного коменданта Вестфальского округа. Шведские войска Кёнигсмарка продвигались в Кёльнском курфюршестве, подчиняя один город за другим, поэтому курфюрст в августе вышел из договора о перемирии со Швецией и Францией, и передал свои войска под начало Ламбуа. Совершив набег через область Мюнстера и Остфрисландию на Гессен-Кассель, Ламбуа удалось заставить Кёнигсмарка снять осаду Падерборна. Осенью противники сошлись в Эмсланде; Ламбуа имел преимущество, и 30 октября Кёнигсмарк был вынужден отступить из-за недостатка провизии.
В кампанию 1648 года Ламбуа активно действовал в Вестфалии, пытаясь очистить район от гессенских войск. Известием о заключении Вестфальского мира, лишавшего его дохода от грабежей и контрибуций, фельдмаршал был крайне недоволен; по слухам, он в гневе растоптал ратификационную грамоту, которую ему доставили.
Старшие офицеры Вестфальского корпуса перешли на испанскую службу, так как война с Францией продолжалась, и Ламбуа, по словам Раленбека, отвоевал у французов Конде, Армантьер и Мардик, и прославился в других успешных делах.
Патентом от 22 января 1649 года он был возведён в достоинство имперского графа.
По словам Херманна Хальвиха, последние десять лет Ламбуа прожил в мире в своих богемских владениях, к которым в 1654 году добавил Белоград и Дымокуры. Будучи фанатичным католиком, он поставил целью вернуть местное население в лоно истинной веры, для чего в 1651 году основал в Арнау постоянную иезуитскую миссию, которую намеревался расширить до «Коллегии». На эти цели он выделил 15 000 гульденов, но из-за своей скупости выставил условие, что никаких других денег и земель иезуиты не получат. Общество Иисуса на такие требования не согласилось, и свернуло свою деятельность в Арнау, передав миссию более скромным францисканцам.

## Семья
Жена (ок. 1641): Сибилла фон Бойнебург-Хоэнбрук (ум. 1687), дочь барона Иоганна фон Бойнебурга, штатгальтера Инсбрука, и графини Катарины фон Монтфорт
Сын:
- граф Иоганн Ламберт де Ламбуа (ок. 1650—1669). Жена (ок. 1666): графиня Анна Мария Франциска Барбара Боржита фон Мартиниц (1652—6.12.1694), вторым браком вышла за Венцеля Норберта Октавиана Кински фон Вшиниц унд Теттау

Посмертный сын Иоганна Ламберта Иоганн Максимилиан умер 16 апреля 1683 в возрасте 14 лет, и с ним прекратился род графов де Ламбуа.